# Pusztai Sándor (operaénekes)
Pusztai Sándor, Peszneker Sándor Antal (Martonvásár, 1885. november 15. – Budapest, 1945. november 30.) operaénekes (baritonista). 

## Pályafutása
Peszneker József kántortanító és Steiner Katalin fiaként született. Peszneker családi nevét 1899-ben változtatta Pusztaira. 1905-ben Pápán tanítói oklevelet nyert, a fővárosnál működött és ezalatt magánúton Herald Lajosnénál, Noseda Károlynál, Steinhausz Gyulánénál és az Országos Zeneművészeti főiskolában folytatta zenei és énektanulmányait. 1913. június 1-től a Magyar Királyi Operaház tagja volt 1932-ig. Vendégszerepelt Pozsonyban, Kassán, Nagyváradon, Temesvárott, Szegeden, hangversenyezett az ország minden városában. Külföldön: Rómában, Trevisoban, Velencében, Abbáziában, Hágában, Scheveningenben, Amszterdamban és Bredában szerzett elismerést a magyar művészetnek.

## Fontosabb szerepei
- Sylvio (Leoncavallo: Bajazzók)
- Alfio (Mascagni: Parasztbecsület)
- Valentin (Gounod: Faust)
- Wolfram (Wagner: Tannhäuser)
- Amfortas (Wagner: Parsifal)
- Tiborc (Erkel: Bánk bán)
- Sarastro (Mozart: Varázsfuvola)
- Marcell (Puccini: Bohémélet)